# Gettext
gettext — библиотека проекта GNU для интернационализации, широко применяемая в свободном ПО.

## Описание

Цикл генерации и обновления переводов Gettext

Основным отличием от других подобных инструментов является то, что в gettext для обозначения переводимых строк в тексте программы используются их английские оригиналы, а не специальные идентификаторы. Таким образом получается, что для отображения интерфейса на английском языке программе не нужны файлы перевода. Это как правило удобно, потому что большинство разрабатываемых приложений и так пишется на английском.
В gettext есть поддержка множественного числа. Для этого в исходном коде программы используется специальная функция, и приводятся две строки — в единственном и множественном числе. При подстановке перевода на другой язык используется столько форм строки-перевода, сколько нужно для этого языка. Для этого в заголовке файла перевода должно быть специфичное для этого языка выражение для выбора по числу номера строки-перевода.
Библиотека gettext предполагает хранение перевода в файлах с расширениями .mo (англ. Machine Object, бинарный файл, удобный для чтения программой и специфичный для платформы) или .gmo (GNU .mo), .po (англ. Portable Object, человеко-читаемый файл перевода, не зависящий от платформы) и .pot (англ. PO template — каталог, заготовка файла .po для перевода на новый язык). Кроме самих строк перевода, .po-файлы могут содержать комментарии переводчика и различные служебные пометки.
Для формирования и обновления этих файлов при изменении программы предполагается использование ряда утилит, входящих в библиотеку gettext.
Первоначально строки из исходного текста программы собираются с помощью программы xgettext в .pot-файл (каталог). Обновление этого файла и файлов переводов с использованием новых и изменившихся строк, появившихся в исходном коде, осуществляется программой msgmerge. При этом сохраняются все уже переведённые строки, более неиспользуемые отмечаются как устаревшие, а те, которые изменились, помечаются как неточные (англ. fuzzy). По умолчанию устаревшие и неточные строки не будут использоваться программой. Они нужны для удобства переводчика: часто проще базироваться на существующем, пусть и устаревшем, переводе, чем переводить всю фразу заново.
Для начала перевода программы на конкретный язык переводчик создаёт .po-файл: копирует .pot-файл в нужное место и меняет в нём заголовок. Для этого можно использовать программу msginit. Готовый файл перевода конвертируется в .mo-файлы утилитой msgfmt..
Также существуют утилиты для переводчиков, облегчающие редактирование перевода, например:
- Poedit кроссплатформенный использует wxWidgets (при сохранении .po-файла пересобирает и соответствующий .mo -файл).
- Lokalize (ранее kBabel) для KDE.
- Gtranslator для GNOME.
- Pootle машинный перевод в онлайн и инструмент управления переводами.
- gted плагин для Eclipse IDE.
- TM-database машинный перевод .po-файлов c помощью онлайн-переводчика и память переводов
- В крайнем случае можно использовать простой текстовый редактор.

Кроме базовой реализации gettext для стандартного Си, существуют реализации аналогичного подхода для языков C++, Objective-C, сценариев sh/bash, Python, Perl, PHP, GNU CLISP, Emacs Lisp, librep, GNU Smalltalk, Java, Scala, GNU awk, Паскаль, wxWidgets (с использованием класса wxLocale), YCP (язык YaST2), Tcl, Pike и R, языков платформы Mono (пространство имён Mono.Unix), а также для фреймворка Qt. Часть этих языков поддерживается непосредственно упомянутыми выше утилитами..
Использование в большинстве языков схоже с использованием в Си.

## Использование

### Для программиста

#### Простые строки
Строки, которые при работе программы отображаются пользователю и, соответственно, требуют перевода, в исходном коде программы пишутся по-английски и размечаются вызовом функции gettext, ngettext или подобной.
```
printf
(
gettext
(
"Hello! My name is %s.
\n
"
),
 
name
);

```

Обычно для уменьшения размера исходного кода и улучшения читаемости объявляют и используют короткий синоним функции #define _ gettext (символ подчёркивания). Таким образом, вызов преобразуется в
```
printf
(
_
(
"Hello! My name is %s.
\n
"
),
 
name
);

```

Для вышеприведённой строки в каталоге появится запись вроде этой, после соответствующей обработки командами xgettext и msginit:
```
#: src/name.c:36

msgid
 
"Hello! My name is %s.\n"

msgstr
 
""

```

#### Множественные числа
Для перевода множественного числа используется функция ngettext, которая принимает в качестве параметров две англоязычные строки (для единственного и множественного числа соответственно) и целое число. В PHP вызов ngettext для вывода строки с числом выглядит следующим образом:
```
printf
(
ngettext
(
"%d day ago"
,
 
"%d days ago"
,
 
$daysAgo
),
 
$daysAgo
);

```

Функция ngettext сама по себе не производит подстановку числового значения вместо %d, поэтому программисту необходимо вызвать функцию printf или подобную ей для формирования нужной строки с числом.

### Для переводчика

#### Простые строки
Затем он переводит строки в этом файле, например, для русского перевода:
```
#: src/name.c:36

msgid
 
"Hello! My name is %s.\n"

msgstr
 
"Привет! Меня зовут %s.\n"

```

#### Множественные числа
Для перевода множественных чисел необходимо, чтобы в заголовке (там, где указываются такие данные, как Project-Id-Version и PO-Revision-Date) .po-файла было указано правило формирования множественных чисел для данного языка. Например, в русском языке существует три формы множественных чисел:
- 1, 21, 31… день
- 2, 3, 4, 22, 23, 24, 32, 33, 34… дня
- 0, 5, 6, 7, 8, 9, 10, 11, 12, 13, 14, 15, 16, 17, 18, 19, 20, 25, 26, 27, 28, 29, 30, 35, 36… дней

Выбор одной из этих трёх форм в зависимости от числа осуществляется следующей формулой:
```
"
Plural-Forms:
 nplurals=3; plural=(n%10==1 && n%100!=11 ? 0 : n%10>=2 && n%10<=4 && (n%100<10 || n%100>=20) ? 1 : 2);\n"

```

Выражение для plural здесь пишется с использованием синтаксиса языка Си, и может опираться лишь на переменную n, которая обозначает выводимое число.
После такого объявления формы приобретают номера 0, 1 и 2, и перевод фразы осуществляется следующим образом:
```
msgid
 
"%d day ago"

msgid_plural
 
"%d days ago"

msgstr[
0
]
 
"%d день назад"

msgstr[
1
]
 
"%d дня назад"

msgstr[
2
]
 
"%d дней назад"

```

### Для пользователя
Обычно пользователю в UNIX-подобных операционных системах не нужно предпринимать дополнительных шагов для выбора конкретного перевода. Перевод определяется системной переменной LANG, которая обычно уже установлена в требуемое значение.